# Pamiers-Vernajoul XIII
Maillots
Actualités
Pamiers-Vernajoul XIII, anciennement dénommé Pamiers XIII, est un club de rugby à XIII, situé dans le département de l'Ariège et la région Occitanie.
Pamiers-Vernajoul XIII participe au Championnat de France de 2e division pour la saison 2024-2025. Le club a évolué quelques années en élite dans les années 1970 et les années 1990.
En 2011, un auteur treiziste considère ce club comme « la réserve de Limoux ».

## Histoire
Le rugby à XIII se développe tôt à Pamiers, plus grande ville de l'Ariège. Une équipe se forme même dès les années 1930 .
En 2019, le club ambitionne de retrouver l’Élite 2 du Championnat de France et procède pour cela à un recrutement pluri-disciplinaire. Il recrute ainsi des joueurs de rugby à XV mais, fait inhabituel, également un gardien de football.

## Palmarès
- Championnat de France Élite 2 :
  - Vainqueur : 1 (1989)[6]
  - Finaliste : Néant
- Coupe Paul Dejean
  - Vainqueur : 1 (2024)
  - Finaliste : Néant

## Personnalités et joueurs emblématiques
- Alain Bouzer, de 1990 à 1992.
- Adolphe Alesina, « a longtemps été le maitre à jouer de l'équipe »[3].
- Jacques Moliner.
- Fabrice Estebanez
- Michel Gonzalez
- Pierre Gonzalez
- Jacques Gonzalez
- Joël Gonzalez
- Raymond Gonzalez

## Bilan du club toutes saisons et toutes compétitions confondues
| Année                                      | Année                                      | Saison régulière                           | Saison régulière                           | Saison régulière                           | Saison régulière                           | Saison régulière                           | Saison régulière                           | Saison régulière                           | Saison régulière                           | Phase finale                               | Phase finale                               | Phase finale                               | Phase finale                               | Phase finale                               | Phase finale                               | Phase finale                               | Coupe           |
| Année                                      | Année                                      | Class.                                     | Points                                     | MJ                                         | V.                                         | N.                                         | D.                                         | Pp.                                        | Pc.                                        | Perf.                                      | MJ                                         | V.                                         | N.                                         | D.                                         | Pp.                                        | Pc.                                        | Performance     |
| Championnat de France de deuxième division | Championnat de France de deuxième division | Championnat de France de deuxième division | Championnat de France de deuxième division | Championnat de France de deuxième division | Championnat de France de deuxième division | Championnat de France de deuxième division | Championnat de France de deuxième division | Championnat de France de deuxième division | Championnat de France de deuxième division | Championnat de France de deuxième division | Championnat de France de deuxième division | Championnat de France de deuxième division | Championnat de France de deuxième division | Championnat de France de deuxième division | Championnat de France de deuxième division | Championnat de France de deuxième division | Coupe de France |
| 2025                                       | 2025                                       | 5e                                         | 27                                         | 16                                         | 7                                          | 0                                          | 9                                          | 336                                        | 396                                        | Barrage                                    | 1                                          | 0                                          | 0                                          | 1                                          | 22                                         | 30                                         | 1er tour        |